# Liste der Baudenkmäler in Monschau
Die Liste der Baudenkmäler in Monschau enthält die denkmalgeschützten Bauwerke auf dem Gebiet der Stadt Monschau im Städteregion Aachen in Nordrhein-Westfalen (Stand: Oktober 2011). Diese Baudenkmäler sind in der Denkmalliste der Stadt Monschau eingetragen; Grundlage für die Aufnahme ist das Denkmalschutzgesetz Nordrhein-Westfalen (DSchG NRW).

Die Liste ist nach Stadtteilen sortiert.

## Teillisten

Stadtwappen

- Liste der Baudenkmäler in Höfen
- Liste der Baudenkmäler in Imgenbroich
- Liste der Baudenkmäler in Kalterherberg
- Liste der Baudenkmäler in Konzen
- Liste der Baudenkmäler in Monschau-Stadt
- Liste der Baudenkmäler in Mützenich
- Liste der Baudenkmäler in Rohren